# Kamo (Armenia)
Kamo – wieś w Armenii, w prowincji Szirak. W 2011 roku liczyła 1340 mieszkańców.